# Néo Soúli (Achaïe)
Néo Soúli, en grec moderne : Νέο Σούλι, est un village du dème de Patras, district régional d'Achaïe, en Grèce-Occidentale.
Selon le recensement de 2011, la population du village s'élève à 756 habitants.